# Katedrála svatého Ducha (Minsk)
Katedrála svatého Ducha (bělorusky Кафедральны сабор Сашэсця Святога Духа) je hlavním pravoslavným chrámem v běloruské metropoli Minsk. Spravován je běloruským exarchátem Ruské pravoslavné církve (patriarchát Moskva).

## Historie
Budova dnešní pravoslavné katedrály byla postavena v letech 1633 až 1642 v barokním stylu. Původně byla římskokatolickým chrámem a součástí kláštera. Kostel i klášter postihl v roce 1741 ničivý požár. Od roku 1860 se byl kostel chrámem ruské pravoslavné církve.